# Château du Potentino
Le château du Potentino (en italien : Castello del Potentino) est un château médiéval situé au nord de la commune de Seggiano, dans la province de Grosseto en Toscane.

## Histoire
Le château a été construit vers l'an mille comme ancienne possession des évêques de Chiusi, dont le diocèse s'étendait, à l'époque, sur toute la zone du Mont Amiata.
Au XIIIe siècle, l'ensemble fut soumis à la république de Sienne, bien qu'il fût lié à la fois à l'abbaye de San Salvatore al Monte Amiata et à la famille Aldobrandeschi.
Au début du XIVe siècle, le château fut disputé entre diverses familles nobles de la campagne siennoise, parmi lesquelles les Buonsignori, les Tolomei et les Salimbeni, qui se partagèrent la propriété, le faisant devenir un important complexe rural.
Au XVIIe siècle, l'ensemble de la fortification fut acheté par la famille Bourbon del Monte et, après divers changements de propriétaires survenus au cours des siècles suivants, le complexe fut acheté au XXe siècle par l'écrivain britannique Graham Greene, dont les héritiers l'ont transformé en une entreprise agricole renommée.

## Description
Le château du Potentino présente encore aujourd'hui son aspect médiéval d'origine, occupant deux zones bien distinctes ; le premier, plus extérieur, comprend les différents bâtiments ruraux annexes et mène au deuxième espace, plus intérieur, auquel on accède par une porte cintrée qui s'ouvre le long d'une courtine avec des créneaux au sommet.
La zone principale est constituée du château lui-même qui est structuré en forme de L autour d'une cour. Le bâtiment, contrairement au reste du complexe, est de style Renaissance à la suite des interventions réalisées par les Siennois, avec la porte d'accès architrave surmontée d'armoiries, et un clocher sur le toit.
Au-delà de la zone principale, il y a une troisième zone distincte où se trouvait autrefois un jardin à l'italienne, aujourd'hui entièrement redimensionné et modifié. Au château, se trouve la chapelle noble dédiée à saint Antoine de Padoue.